# 佛朗哥·法洛西
佛朗哥·法洛西（義大利語：Franco Falossi，1966年2月1日—），意大利男子赛艇运动员。他曾代表意大利参加世界赛艇锦标赛，获得二枚金牌，均来自男子轻量级八人单桨有舵手项目。